# Burkina Faso aux Jeux olympiques d'été de 2016
Le Burkina Faso participe aux Jeux olympiques d'été de 2016 à Rio de Janeiro au Brésil du 5 août au 21 août. Il s'agit de sa 9e participation à des Jeux d'été. Sa délégation est composée de 5 sportifs de 3 disciplines.

## Athlétisme
Le Burkina Faso est représenté par deux athlètes : Fabrice Zango, vice-champion d'Afrique en titre du triple saut, et Marthe Koala, vice-championne d'Afrique en titre du 100 m haies.

### Courses
| Athlète      | Épreuve          | Séries  | Séries | Demi-finales | Demi-finales | Finale   | Finale   |
| Athlète      | Épreuve          | Temps   | Rang   | Temps        | Rang         | Temps    | Rang     |
| ------------ | ---------------- | ------- | ------ | ------------ | ------------ | -------- | -------- |
| Marthe Koala | 100 mètres haies | 13 s 41 | 8e     | Éliminée     | Éliminée     | Éliminée | Éliminée |

### Concours
| Athlète       | Épreuve     | Qualifications | Qualifications | Finale      | Finale  |
| Athlète       | Épreuve     | Performance    | Rang           | Performance | Rang    |
| ------------- | ----------- | -------------- | -------------- | ----------- | ------- |
| Fabrice Zango | Triple saut | 15,99 m        | 34e            | Éliminé     | Éliminé |

## Judo
Rachid Sidibé est sélectionné dans la catégorie des plus de 100 kg.
| Athlète       | Compétition    | 1/32 de finale      | 1/16 de finale      | 1/8 de finale       | Quarts de finale    | Demi-finales        | Repêchage 1         | Repêchage 2         | Finale              | Finale |
| Athlète       | Compétition    | Adversaire Résultat | Adversaire Résultat | Adversaire Résultat | Adversaire Résultat | Adversaire Résultat | Adversaire Résultat | Adversaire Résultat | Adversaire Résultat | Rang   |
| ------------- | -------------- | ------------------- | ------------------- | ------------------- | ------------------- | ------------------- | ------------------- | ------------------- | ------------------- | ------ |
| Rachid Sidibé | Plus de 100 kg |                     | Iakiv Khammo        |                     |                     |                     |                     |                     |                     |        |

## Natation
Le Burkina reçoit une invitation pour les épreuves de natation, au nom de l'universalité des Jeux. Thierry Sawadogo et Angelika Sita Ouedraogo sont sélectionnés sur 50 m nage libre.
| Athlète                 | Épreuve         | Séries  | Séries | Demi-finales | Demi-finales | Finale   | Finale   |
| Athlète                 | Épreuve         | Temps   | Rang   | Temps        | Rang         | Temps    | Rang     |
| ----------------------- | --------------- | ------- | ------ | ------------ | ------------ | -------- | -------- |
| Thierry Sawadogo        | 50 m nage libre | 26 s 38 | 67e    | Éliminé      | Éliminé      | Éliminé  | Éliminé  |
| Angelika Sita Ouedraogo | 50 m nage libre | 29 s 44 | 67e    | Éliminée     | Éliminée     | Éliminée | Éliminée |